# Best of Sweetbox
A Best of Sweetbox, más címen Greatest Hits a Sweetbox-projekt és Jade Villalon énekesnő válogatásalbuma. A Sweetbox nyolcadik, Jade hetedik albuma. 2005-ben jelent meg, több különböző változatban. Japánban 2005 februárjában három hétig állt az első helyen az Oricon nemzetközi slágerlistán, Koreában pedig 2005 májusában lett listavezető, és kétszeres platinalemez.
Az albumon a már megjelent sikeres dalok mellett számos bónuszanyag található, úgymint korábban kiadatlan dalok, remixek, demóváltozatok, dalok új verziói. Jade feldolgozta a Sweetbox korábbi énekese, Tina Harris által híressé tett Everything’s Gonna Be Alrightot is, más szöveggel; ez a dal lett a válogatásalbum egyetlen kislemeze (csak promóciós lemezként jelent meg).

## Számlista
Koreai kiadás, 2 CD
| 1. CD 1. Everything’s Gonna Be Alright -Reborn- 2. Life Is Cool 3. For the Lonely (Even Sweeter Version) 4. Every Time (New Version) 5. Read My Mind 6. Cinderella (Electric Spice Mix) 7. Lighter Shade of Blue (European Version) 8. On the Radio 9. Chyna Girl 10. Liberty 11. Human Sacrifice 12. Unforgiven 13. Sorry 14. Don’t Push Me 15. I’ll Be There 16. Crazy (demó) | 2. CD 1. Everything’s Gonna Be Alright (Classic Mix) 2. Alright (Unplugged) 3. Unforgiven (Unplugged) 4. Utopia (Unplugged) 5. Read My Mind (Acoustic Version) 6. Unforgiven (demó) 7. Booyah (Here We Go) 8. Shakalaka |

| Japán kiadás 1. Everything’s Gonna Be Alright -Reborn- 2. Life Is Cool 3. For the Lonely (Even Sweeter Version) 4. Waterfall 5. After the Lights 6. Killing Me DJ 7. Hate without Frontiers 8. Read My Mind 9. Don’t Wanna Kill You 10. Piano in the Dark 11. Every Time (All Grown Up Version) 12. Crown of Thorns 13. Utopia 14. Lighter Shade of Blue (European) 15. On the Radio 16. Somewhere 17. Chyna Girl 18. Cinderella (Electric Spice Mix) 19. Everything’s Gonna Be Alright (Classic Mix) 20. Unforgiven (demó) | Európai kiadás 1. Everything’s Gonna Be Alright -Reborn- 2. Life Is Cool 3. For the Lonely 4. Waterfall 5. After the Lights 6. Killing Me DJ (European Version) 7. Hate without Frontiers 8. Every Time (New Version) 9. Piano in the Dark 10. On the Radio 11. Lighter Shade of Blue (European) 12. God on Video 13. More Than Love 14. Chyna Girl 15. Crazy (demó) 16. Tour de France (demó) 17. Cinderella (Electric Spice Mix) 18. Don’t Push Me 19. Booyah (Here We Go) 20. Shakalaka | Tajvani kiadás 1. Everything’s Gonna Be Alright -Reborn- 2. Read My Mind 3. That Night 4. For the Lonely (Even Sweeter Version) 5. More Than Love 6. Life Is Cool 7. Every Time (New Version) 8. Chyna Girl 9. Superstar 10. Somewhere 11. Cinderella (Electric Spice Mix) 12. Unforgiven (Geo’s Mix) 13. After the Lights 14. On the Radio 15. Hate without Frontiers 16. Lighter Shade of Blue (European) 17. Piano in the Dark 18. Crazy 19. Tour de France |

## Kislemezek
- Everything’s Gonna Be Alright -Reborn- (Promó)